# Björkbacktjärnen (Lycksele socken, Lappland)
Björkbacktjärnen är en sjö i Lycksele kommun i Lappland och ingår i Umeälvens huvudavrinningsområde. Sjön har en area på 0,164 kvadratkilometer och ligger 254 meter över havet. Sjön avvattnas av vattendraget Alträskbäcken.

## Delavrinningsområde
Björkbacktjärnen ingår i det delavrinningsområde (718832-163615) som SMHI kallar för Inloppet i Norra Lapptjärnen. Medelhöjden är 266 meter över havet och ytan är 8,39 kvadratkilometer. Det finns inga avrinningsområden uppströms utan avrinningsområdet är högsta punkten. Alträskbäcken som avvattnar avrinningsområdet har biflödesordning 4, vilket innebär att vattnet flödar genom totalt 4 vattendrag innan det når havet efter 201 kilometer. Avrinningsområdet består mestadels av skog (59 procent) och sankmarker (32 procent). Avrinningsområdet har 0,31 kvadratkilometer vattenytor vilket ger det en sjöprocent på 3,7 procent.